# Любимівка (Бердичівський район)
Люби́мівка (до 08.04.1963 року Вербів) — село в Україні, в Андрушівській міській громаді Бердичівського району Житомирської області. Населення становить 500 осіб.

## Географія

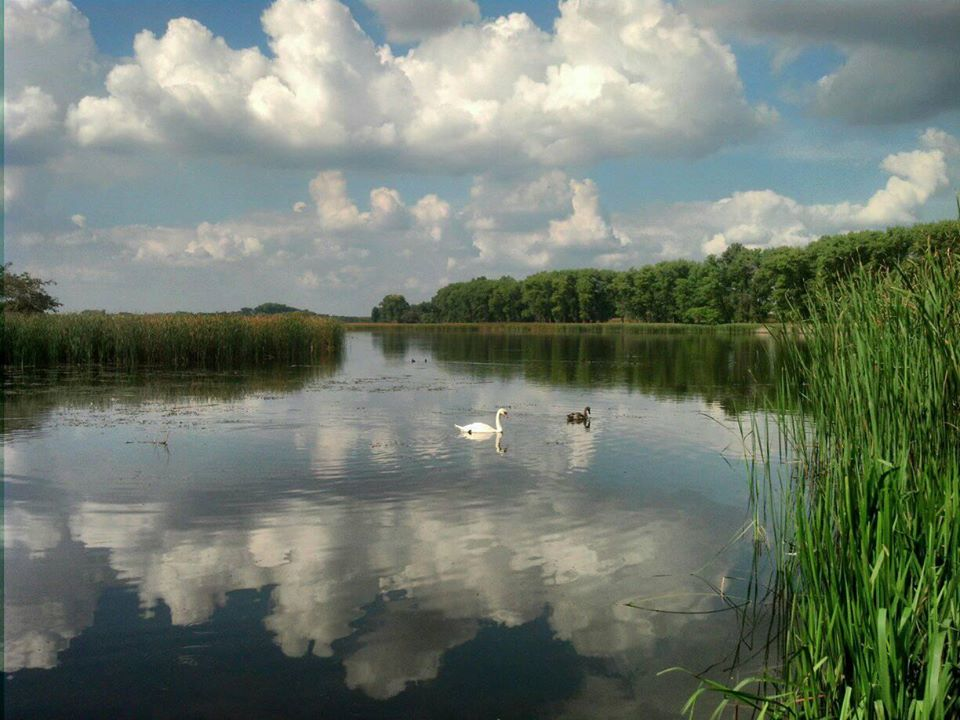
Сільський ставок

Село розташоване за 18 км на схід від районного центру, за 22 км від залізничної станції Попільня та за 2 км від автомобільного шляху Житомир-Сквира. На північному сході від села бере початок річка Кривенька.

## Населення

### Мова
Розподіл населення за рідною мовою за даними перепису 2001 року:
| Мова       | Кількість | Відсоток |
| ---------- | --------- | -------- |
| українська | 493       | 98.6%    |
| російська  | 7         | 1.4%     |
| Усього     | 500       | 100%     |

## Назва та історія
Раніше село називалось Вербів. Поширена легенда про походження назви Вербів така: "Це діялось за часів навали татаро-монгольської орди. Татари вдерлися в село після оборони поселення. Сили були нерівні. Вони повбивали чоловіків, жінок, а дівчат і дітей забрали в полон. А найбільш хороброго захисника — коваля, прив'язали до верби і спалили. Але відродились верби, облиті весняними дощами. І пішли з коренів верб пагони, зазеленіли. Жителі розсаджували ці пагінці у своїх садибах. Отак і заквітчувалось село вербами, які й досі зеленіють на околицях села, прикрашаючи Вербів своєю вічною красою. Це легенда. Але ще є й історична довідка про походження назви села Вербів. За часів Київської Русі на границях країни були сторожові пости, які попереджали населення про напад кочівників на Русь.
Поселення знаходилось поблизу границь, але його захищали рукотворні Змієві вали. При надходженні звістки про напад ворогів, у цьому поселенні негайно збиралися на березі річки Унави, на підвищенні, де беруть початок річки Ірпінь і Здвиж, старійшини навколишніх поселень на раду. Вони вирішували, де прийняти бій з ворогом. Сюди ж підходили дружини, відбувалось вербування чоловічого населення у дружини, які йшли захищати свої поселення. Від слова «вербувати» і пішла назва цього поселення.
До 1923 року село Вербів входило до складу Київської губернії, Сквирського повіту, Ходорівської волості. Поселення засновувалось в ХІІ столітті і було спалене монголо-татарською ордою. Поступове відродження села почалося у XV ст. В той час це був невеличкий хутір, який носив назву «Половецьке». Перші поселенці, сім'я кріпака, яка втекла з кріпацтва та феодального гніту. Поступово хутір зростав. Великі ліси оточували хутір. Колись в селі були гуральня і цегельня. Спочатку землі цього поселення належали поміщику Еразму Михайловському, а з середини ХІХ ст. — шляхтичам — Казимиру Вікентійовичу Цивінському, землі було 3344 десятин, 277 душ селян; Казимиру і Владиславу Леонтійовичам Казимірським належало 572 десятини землі і 76 душ селян; Генріху Івановичу Турчевичу належало 208 десятин землі і 18 душ селян. Церква мала 37,5 десятини землі. Приходська церква, названа в ім'я Святителя Миколая, кам'яна, побудована в 1810 році на місці попередньої, дерев'яної. Пізніше землі села купив поміщик Щабанський (родом з Австрії). Йому також належали землі сіл Яроповичі, Степок, Корчмище та інші. Населення села брало участь у Національно-визвольній війні з Польщею 1648—1657 рр. і гайдамаками (1763 р.). Перед революцією в селі була церковно-приходська школа, було 6 шинків. З 1963 року Вербів став називатись Любимівка.
Перші відомості про село датовано XVIII століттям.
29 червня 1960 року, відповідно до рішення Житомирського облвиконкому № 683 «Про об'єднання деяких населених пунктів в районах області», через фактичне злиття населених пунктів приєднано хутір Гай.

## Населення

### Мова
Розподіл населення за рідною мовою за даними перепису 2001 року:
| Мова       | Кількість | Відсоток |
| ---------- | --------- | -------- |
| українська | 493       | 98.6%    |
| російська  | 7         | 1.4%     |
| Усього     | 500       | 100%     |

## Відомі люди
Уродженцями села є український радянський письменник В. С. Кучер (1911—1967) та Герой Соціалістичної праці М. Т. Северенчук. До складу села Любимівка зараз входить селище Зелений Гай (з 1960 р.).У 1941 році в Зеленому Гаю проживало 338 жителів в 75 дворах.
Шануємо пам'ять загиблих воїнів:
Канайкіна Владислава Володимировича
Яценко Олександра Миколайовича
Левчуна Олексія Даниловича
В сільському клубі відкрито музей Василя Кучера та музей Села

## Галерея

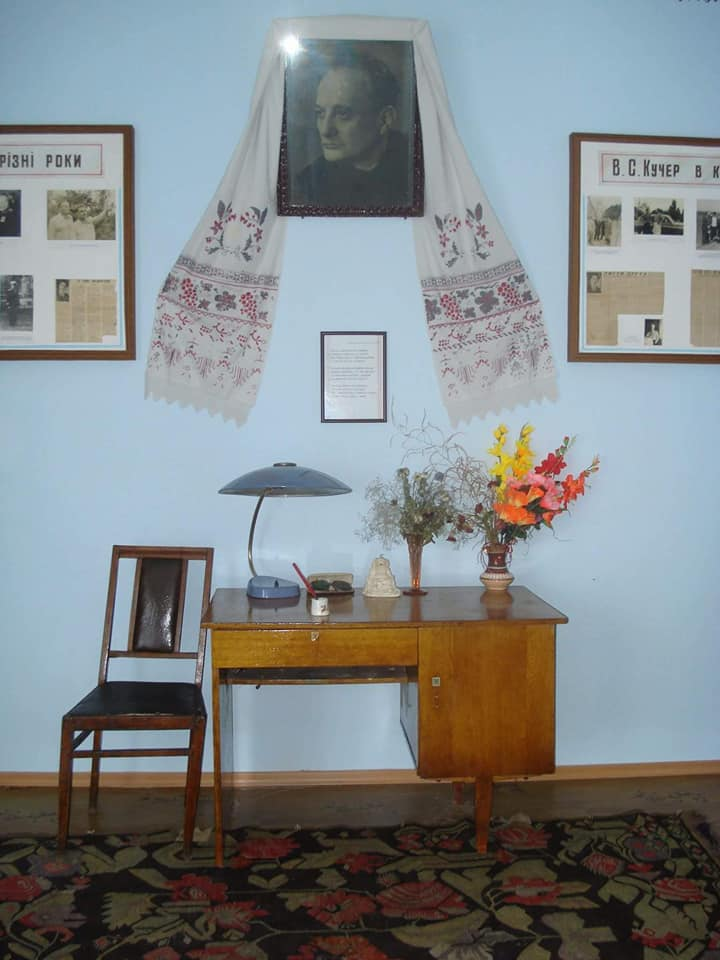
Музей Василя Кучера
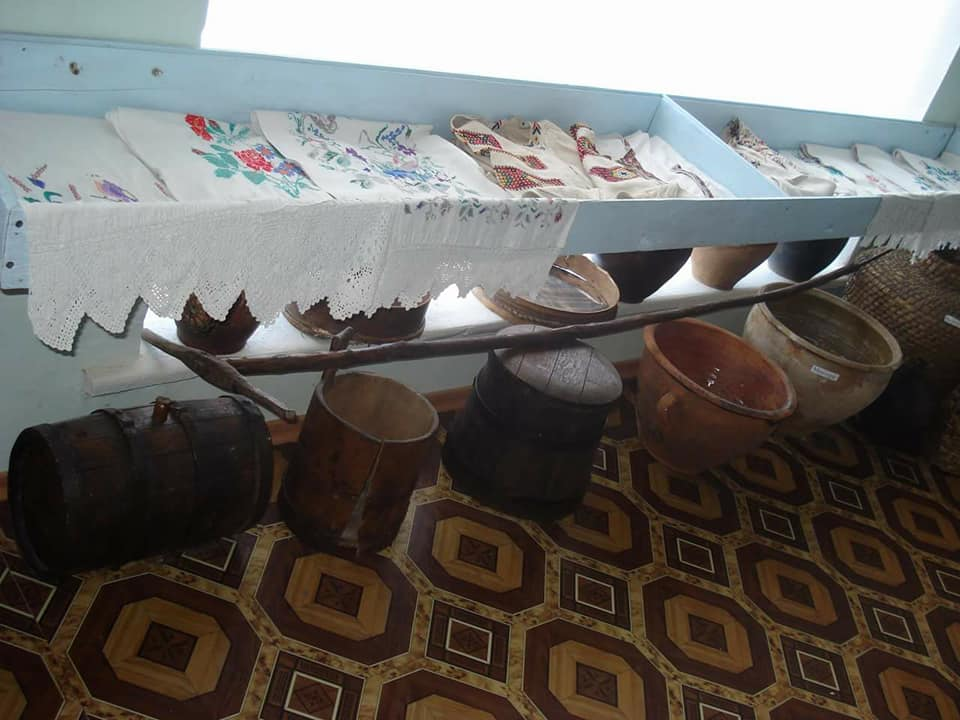
Музей Села Любимівка
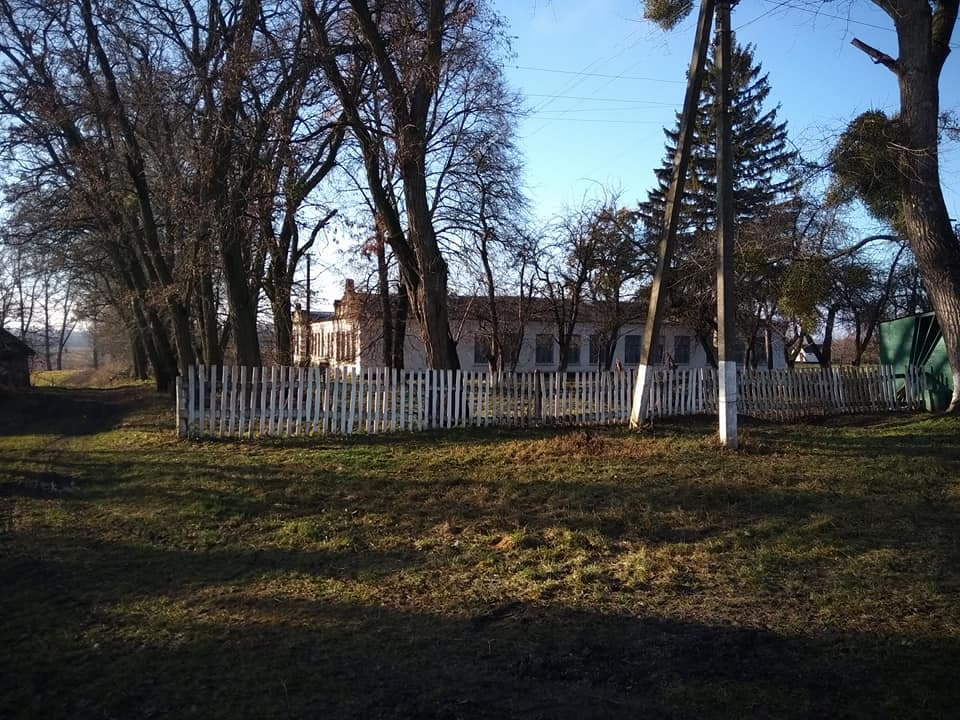
Школа, побудовано в 1931 році
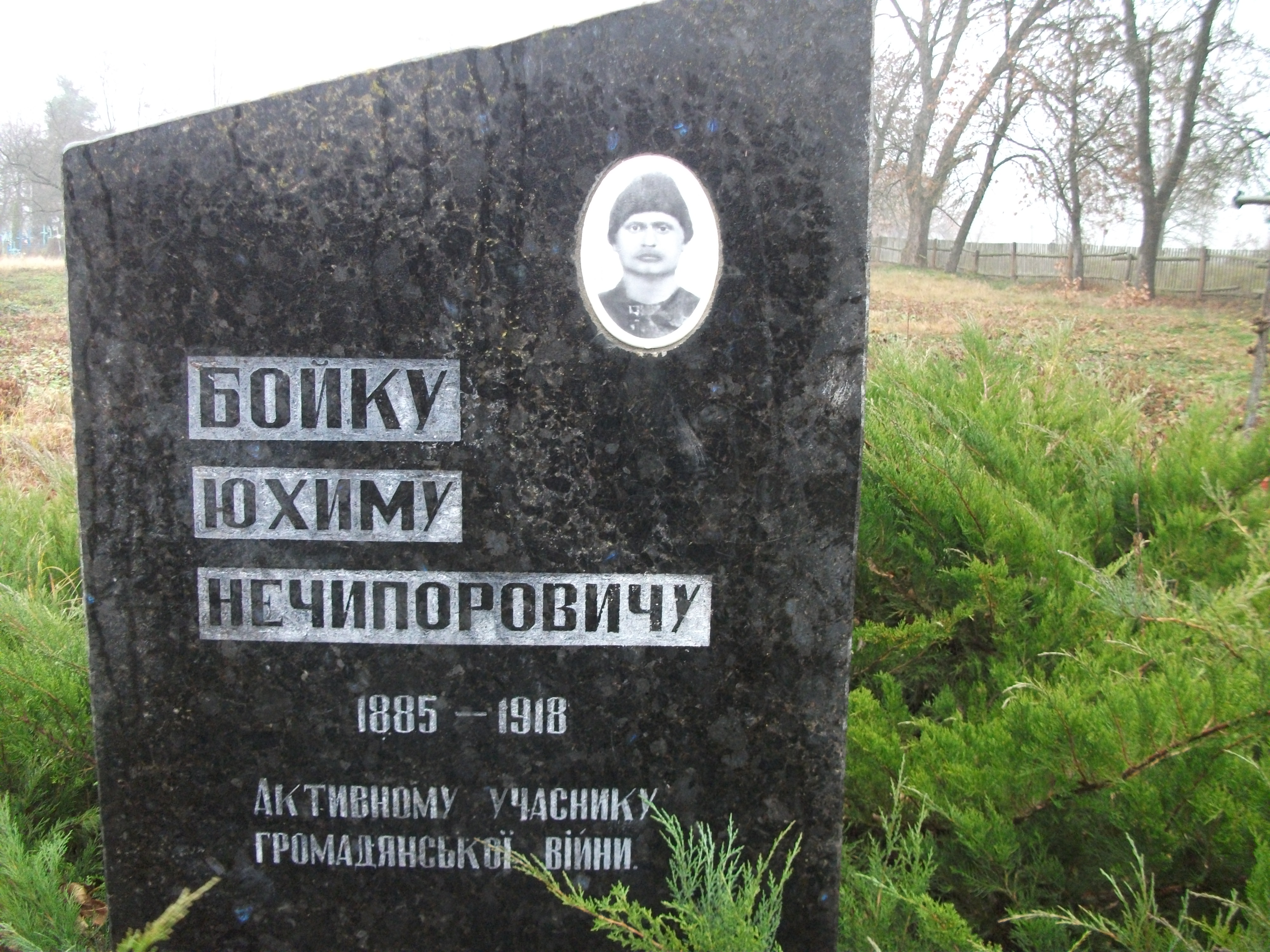
Могила Бойка Ю.Н.- учасник громадянської війни
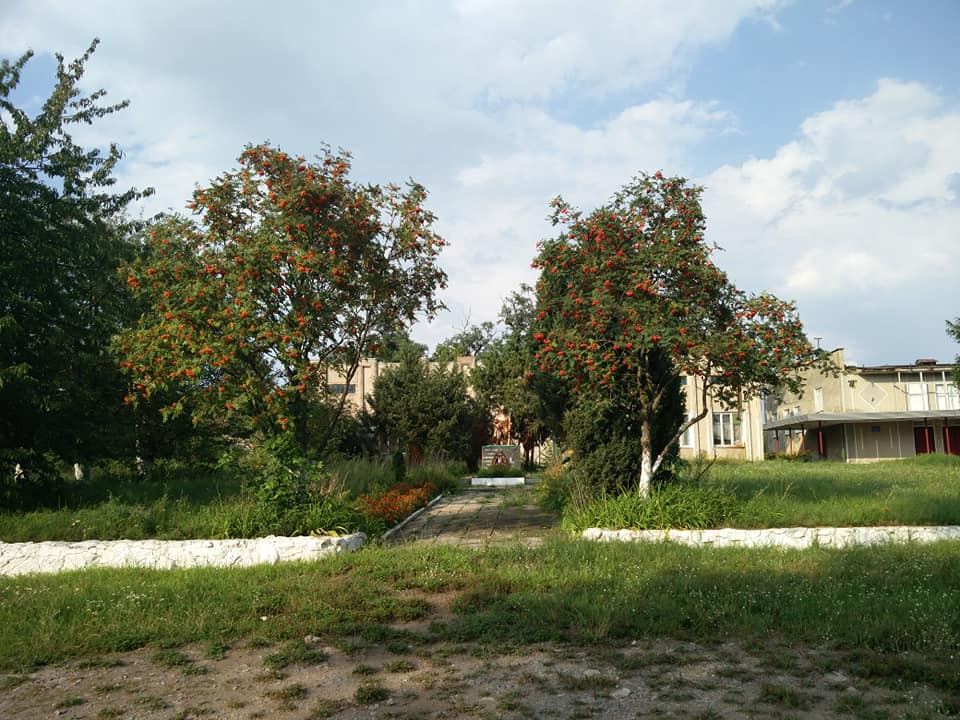
Меморіал воїнам визволителям та могила загиблих солдатів